# Vitrödling
Vitrödling (Entoloma niphoides) är en svampart som beskrevs av Romagn. ex Noordel. 1985. Vitrödling ingår i släktet Entoloma och familjen Entolomataceae.  Arten är reproducerande i Sverige. Inga underarter finns listade i Catalogue of Life.
I den svenska databasen Dyntaxa används istället namnet Entoloma speculum för samma taxon.  Arten är reproducerande i Sverige.